# HVOB
HVOB (Her Voice Over Boys) — австрійський електронний дует, заснований у 2012 році Анною Мюллер (нім. Anna Muller) та Паулем Валлнером (нім. Paul Wallner). Станом на березень 2022 року гурт випустив чотири студійних альбоми. 8 квітня 2022 року гурт випустив шостий студійний альбом «TOO» реліз якого відбувся на лейблі PIAS Recordings

## Біографія
Гурт був утворений у 2012 році колишніми учасниками нещодавно розформованої групи Herbstrok Анною Мюллер та Полом Валлнером. Перші звукові фрагменти на Soundcloud привернули увагу Олівера Колецки (нім. Oliver Koletzki) з берлінського незалежного лейблу Stil vor Talent, який підписав контракт із групою. Потім був виступ на фестивалі Melt Festival, який прославив гурт.
Анна Мюллер в інтерв'ю виданню Metal Magazine, 
В 2012 році гурт випускає свій перший EP «Dogs». Він досяг 4-го місця у чартах Beatport. Після цього було випущено ще три EP: Always Like This, Lion, Jack.
13 березня 2013 року гурт випустив свій перший студійний альбом під назвою «HVOB».
У 2013 році гурт посів 2-е місце у категорії «Найкращі живі виступи року» в опитуванні читачів журналу De:Bug. У тому ж році вони увійшли до топ-15 чарту Billboard Next Big Sound.
У 2014 році гурт був номінований на премію Amadeus Austrian Music Award у категорії Electronic/Dance. Гурт раніше відмовився від своєї номінації. Зокрема, дует розірвав партнерство із приватною радіостанцією KroneHit, яка вручає нагороду. Дует заявив у відкритому електронному листі через Facebook: «ми не хочемо отримати нагороду в категорії, що найважливішим своїм завданням бачить задоволення незграбних маркетингових потреб»
У 2014 році Анна Мюллер написала і спродюсувала всю музику до документального фільму «Увага - життя в крайностях» (нім. Achtung – Ein Leben in Extremen).  Вона була номінована на Австрійську кінопремію (нім. Österreichischer Filmpreis) 2015 року у категорії «Найкраща музика». У квітні 2015 року гурт був запрошений британською галереєю сучасного мистецтва Тейт для написання музики (серія MixTate) на картину. MixTate - це серія, в якій музичні діячі створюють звукові мікси, натхненні творами  галереї Тейт. Для п'ятої частини своєї серії австрійський дует черпав натхнення із серії малюнків Гелени Альмейди 1995–99.
В лютому 2015 року гурт повідомив, що другий студійний альбом під назвою «Trialog» вийде 17 квітня того ж року. Реліз платівки відбувся на лейблі Stil vor Talent та випускався на вінілі, CD та в цифровому форматі. Згодом гурт вирушив у турне та вперше відвідав Україну. 

## Дискографія

### Студійні альбоми
- HVOB (2013)
- Trialog (2015)
- Silk (2017)
- Rocco (2019)
- TOO (2022)